# Швыков, Игорь Александрович
И́горь Алекса́ндрович Швы́ков (11 сентября 1940) — советский футболист, вратарь. Заслуженный тренер России.

## Карьера
С 1962 по 1963 год выступал за московское «Торпедо», в составе которого дебютировал в высшей по уровню лиге СССР, где провёл 4 матча. В сезоне 1964 года сначала защищал цвета «Кубани», в 4 встречах первенства пропустил 4 мяча, и ещё 1 поединок сыграл в Кубке СССР, в котором голов не пропускал.
Затем в том же году пополнил ряды горьковской «Волги», за которую выступал до 1966 года, проведя за это время 13 матчей. В 1968 году сыграл 13 встреч за красноярский «Рассвет» и 1 поединок за «Пахтакор». С 1969 по 1973 год защищал цвета «Томлеса», принял участие в 116 матчах команды.

## После карьеры
После завершения карьеры игрока работал детским тренером. С 2002 по 2005 год работал инспектором РФС.